# Струтинка (Ананьевский район)
Струтинка (укр. Струтинка) — село, относится к Ананьевскому району Одесской области Украины.
Население по переписи 2001 года составляло 173 человека. Почтовый индекс — 66410. Телефонный код — 4863. Занимает площадь 8,2 км². Код КОАТУУ — 5120282004.

## Местный совет
66410, Одесская обл., Ананьевский р-н, с. Жеребково